# Колония имени Томпа
Колония имени Томпа — сельскохозяйственная колония латышских и эстонских крестьян, существовавшая на западе Подмосковья в первой половине XX века.
В ходе Столыпинской аграрной реформы часть населения Прибалтийских губерний Российской империи, страдавшая от нехватки земли, переселялась в другие районы страны. В первые годы XX столетия эстонские и латышские крестьяне основали несколько хуторов на территории Рузского уезда Московской губернии. К началу 1930-х годов в районе деревень Троица, Курсаково и Румянцево насчитывалось около 40 прибалтийских хуторов. Во второй половине 1920-х эти хутора были объединены в колонию имени Яна Томпа. В 1927 году был образован национальный сельсовет колонии им. Томпа Ново-Петровской волости Воскресенского уезда Московской губернии.
В 1929 году национальный сельсовет колонии им. Томпа был отнесён к Ново-Петровскому району Московской области. В 1931 году сельсовет был упразднён, а его территория разделена между Бельским и Ядроминским сельсоветами.
В 1930-е годы многие жители колонии подверглись политическим репрессиям. Значительная часть хуторян уехала жить в Истру и Москву и лишь немногие остались на месте и стали работниками совхоза «Курсаково».